# Bistum Leiria-Fátima
Das Bistum Leiria-Fátima (lateinisch Dioecesis Leiriensis-Fatimensis, portugiesisch Diocese de Leiria-Fátima) ist eine in Portugal gelegene römisch-katholische Diözese mit Sitz in Leiria.

## Geschichte

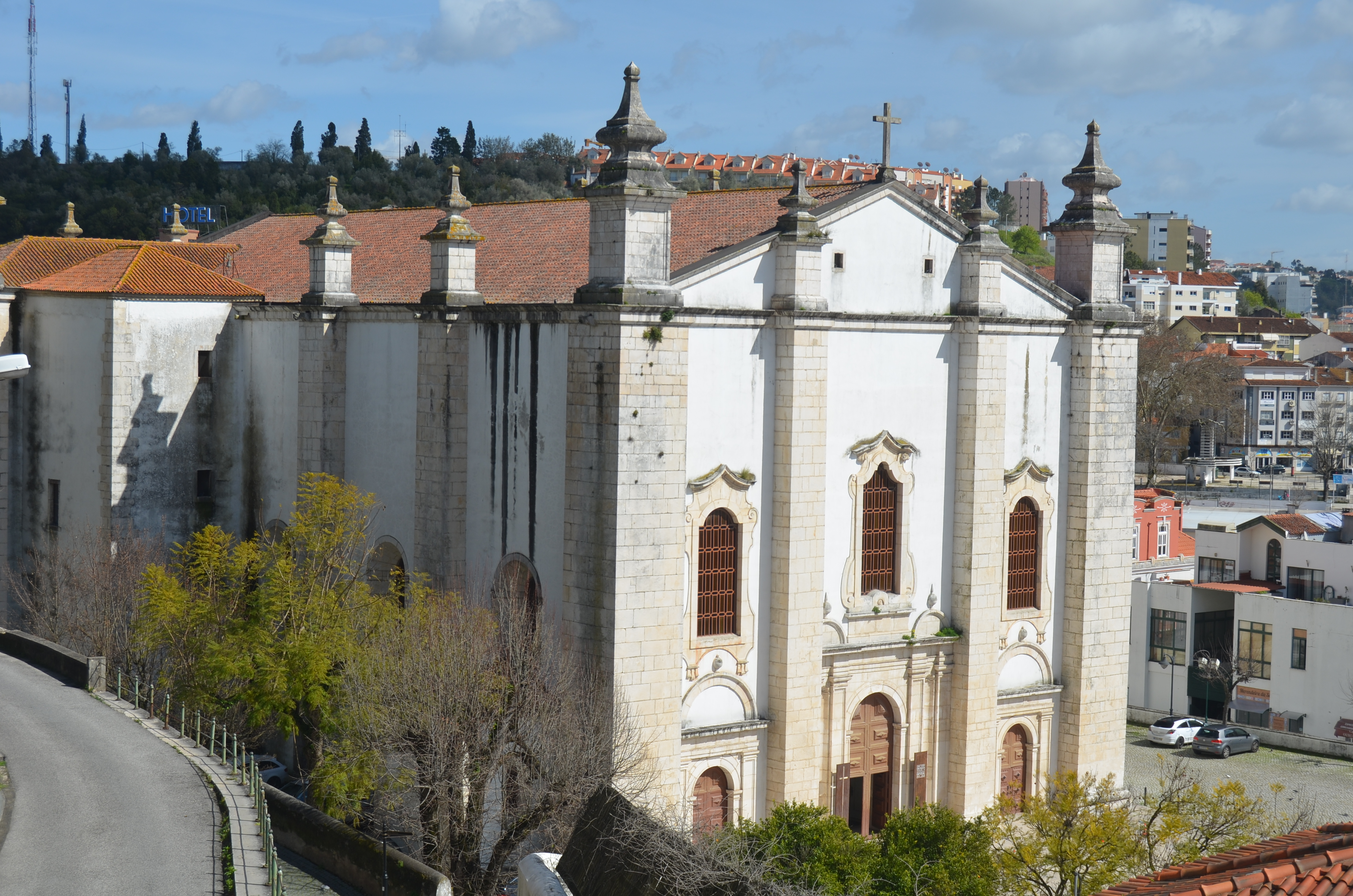
Sé Catedral de Nossa Senhora da Conceição in Leiria

Das Bistum Leiria-Fátima wurde am 17. Januar 1918 durch Papst Benedikt XV. mit der Apostolischen Konstitution Quo vehementius als Bistum Leiria neu errichtet, nachdem es schon einmal von 1545 bis 1881 existierte, und dem Patriarchat von Lissabon als Suffraganbistum unterstellt. Am 13. Mai 1984 wurde das Bistum Leiria durch Papst Johannes Paul II. mit der Apostolischen Konstitution Qua pietate in Bistum Leiria-Fátima umbenannt.